# 프랭크 자비스
프랭크 워싱턴 자비스(영어: Frank Washington Jarvis1878년 8월 31일 - 1933년 4월 3일)는 1900년 하계 올림픽 남자 100m 달리기에서 우승한 미국의 육상 선수이다.
자비스는 AAU의 100 야드 챔피언이었으며 파리에서 열렸던 1900년 하계 올림픽 육상 100m 우승 후보에 포함되었으나, 가장 인기있는 우승 후보는 며칠 전 영국 챔피언십에서 우승했던 아더 더페이였다.
하지만 예선에서 자비스와 또다른 미국인인 월터 툭스버리는 세계 기록에 필적하는 10.8초의 기록을 세웠다. 앞서 나왔던 세 미국 선수에 오스트레일리아 출신의 스탠리 로레이가 더해져 결승전에 진출하게 되었다. 결승전 경기의 반이 끝날 무렵 더페이는 근육이 당겼고 넘어져서 경기에서 탈락했으며, 나머지 세 사람은 우승을 포기한 채 달렸으며—결국 자비스가 우승했다.
자비스는 같은 올림픽 대회에서 세단 뛰기와 제자리 세단 뛰기 (도움닫기 없는 종목) 경기에도 참가했으나, 상위권 기록에 들지는 못하였다.
그는 은퇴 후, 변호사가 되었다.